# LADY〜最後の犯罪プロファイル〜
『LADY〜最後の犯罪プロファイル〜』（レイディ さいごのはんざいプロファイル）は、2011年1月7日から3月25日まで毎週金曜日22:00 - 22:54に、TBS系の「金曜ドラマ」枠で放送された日本のテレビドラマ。

## 概要
容疑者不明の難事件を、数少ない手がかりからプロファイリングによって真相を究明する捜査官たちの姿を描く。
主演の北川景子はTBS制作の連続ドラマでは初出演・主演であり、プライムタイムの連続ドラマでは単独初主演となった。
金曜ドラマ枠では前々作の『うぬぼれ刑事』、前作の『SPEC〜警視庁公安部公安第五課 未詳事件特別対策係事件簿〜』に続いての警察ドラマとなる。
ただし第1話のナレーションで明らかにされているとおり、プロファイリングを行うCPSチームは警視庁所属の技官扱いであり、警察官ではないため独立した捜査権・逮捕権はない。
キャッチコピーは「あなた、まる見えよ。」。
事前PRスポットのナレーションは垂木勉（タイトル部分は北川）、第1話予告スポットからは北川が担当。

## キャスト

### 警視庁捜査一課犯罪行動分析室（CPS）
CPSは英語名称 Criminal Profiling Support Team の略称。
香月 翔子〈26〉
演 - 北川景子（17歳 - 相葉香凛）
1984年8月22日生まれ。現場プロファイリング班プロファイラー。精神科医。FBIアカデミーで研修を積む。協調性に乏しく周囲には高圧的な態度で臨み、周囲の声も聞かず、さらには自分のことを棚に上げて他人には偉そうに説教をする自己中心的な面があるが、根は他人思いの優しい性格。歯に衣着せぬ物言いも、早く事件を解決したいという思いから来るものが多い。しかし、その主張の強さから、後悔する様な事態も少なくない。殺人犯マニアであり、「彼らの本当の気持ちをわかってあげたい」と思いプロファイラーになった。犯行時に犯人が抱くファンタジー（幻想）を理解するという方式を得意とし、犯人像をプロファイリングするうちに犯人が抱いた感情や気持ちが同調する。映画はホラーしか見ない。大阪府出身で、普段は標準語を話すが、舞子とは関西弁で会話している。
結城 晶〈39〉
演 - 木村多江
1971年3月16日生まれ。データ解析班チーフプロファイラー。CPSのチーフであり、日本の犯罪捜査におけるプロファイリングの必要を説き、CPS設立に尽力した。個性的なスタッフの面々の取りまとめに苦労しており、毎回食事に連れ出すことで、どうにかコミュニケーションを図ろうとしている。心室中隔欠損症の持病がある。10年前に女子高生連続殺人事件に関して、直也と生前頻繁にコンタクトをとっていた模様。柘植とは元恋人で、5年前の八王子女性4人誘拐殺人事件の後、科警研の心理技官として柘植のカウンセリングを担当したが、柘植に深く踏み込まれるのを拒まれ、心の闇に向き合えなかった。
サバサバ・テキパキした性格で、イライラが頂点に達すると「黙れ」と発言して場を凍りつかせることも。
新堀 圭祐〈28〉
演 - 平岡祐太
データ解析班プロファイラー。
IQ160の知能を持ち、研究熱心な学者タイプ。数学と地理の知識で誰かを救いたいという思いからプロファイラーとなった。気さくだが自己中心的な性格で、何かというと統計データと豆知識をひけらかし、場の空気を読まない不謹慎な言動が多い。珍しい資料を前にすると喜々とする辺り、少々オタクに近い一面を持つ。犯罪形態別の犯罪統計、地理的知識を元に犯行予想地域や犯人居住エリアを確率論的に割り出す捜査方式を得意とする。プロファイリング方法や意見の対立、同年代ということもあって勝手に香月をライバル視している。大学4年時に交際していた彼女とは、上手く慰めの言葉をかけられなかったことが原因で別れているらしい。
奥居 万里江〈34〉
演 - 須藤理彩
情報分析班情報分析官。警察庁情報通信局情報技術解析課採用の技官。事件情報や容疑者データの検索、資料作成などを行う。結城を補佐してチームを取りまとめるという役割だが、実質は結城1人で行っているのが現状。
物事を冷静かつ的確に見極めようとする能力が高く、チーム1人1人を客観的に見つめているが、人間付き合いには疎くチーム内で1番早く帰宅することが多い。彼氏がいるらしい。噂好き。
寺田 毅彦〈32〉
演 - 要潤
1978年2月21日生まれ。既婚。現場プロファイリング班プロファイラー。CPSサブチーフ。法医学者。表情分析のエキスパート。ナンパな優男に見られるが、真面目で、正義感と上昇志向が強く、警察にプロファイリングの有用性を認めさせようとしている。一人でも多くの遺体を減らしたいという気持ちがあることを知った三宅からプロファイラーの仕事を勧められた。三宅のことを「先生」と呼び、恩師として慕っている。プロファイラーの個性を生かすべきだと考えており、チームとして情報を集約したいと考える結城とは方針の違いからぶつかることが多い。

### 警視庁捜査一課
柘植 正樹〈39〉
演 - ユースケ・サンタマリア（14歳 - 井上翔）
第五強行捜査班・係長。徹底した現場主義の刑事。捜査に役立つものであれば、とプロファイリング手法にも好意的。過去の失態から、後輩にも追い抜かれているが、課長であった岡林には評価・期待されていた。殺人事件の重要参考人となり行方不明になっても揺らがないほど部下からの信頼も厚い。真鍋の指示を受け、結城と香月直也に関する調査を内密で行っていたが、裏に何かを感じ手を引きたがっている。14歳の時に、公園で一緒に遊んでいた妹・緑が目の前で誘拐された後、殺害された過去がある。結城によると、アルコールは鹿児島産の芋焼酎しか飲まないらしい。
石渡 順也
演 - 細田よしひこ
第五強行捜査班・刑事。直情的な性格。
久保田 公一
演 - 吉家章人
三沢 秋好
演 - 青柳翔（劇団EXILE）
河合 英雄
演 - 坂本充広
第五強行捜査班・刑事。
板倉
演 - 田口主将（Episode2・3・5・7）
捜査一課・課長。岡林の後任として課長になるが、実際は藤堂が権限を握っており、お飾り状態のポストとなっている。
真鍋 佳代子
演 - 久世星佳（Episode8・9）
警視庁刑事部理事官。柘植に結城の身辺調査を依頼していたが、何者かに刺殺される。いじめが原因で息子が自殺したことを気に病み、今泉の診察を受けていた。
藤堂 壮一郎〈37〉
演 - 小澤征悦
管理官。古いタイプの刑事でプロファイリングを全く信じておらず、主に翔子が捜査会議で傍若無人な言動を繰り返すこともあってCPSを露骨に冷遇している。柘植の後輩で、現在でも皮肉をこめて「先輩」と呼んでいる。

### その他
香月 舞子〈19〉
演 - 岡本杏理（9歳 - 青山愛依）
翔子の妹で大学生。10年前に直也が亡くなった火災を目撃したトラウマから軽い神経症になっており、時々急に不安になり一人でいられなくなる。翔子と2人暮らし。
香月 直也
演 - 鶴見辰吾
翔子・舞子の父親。文教大学教授で犯罪心理学の第一人者だったが、10年前に学内で発生した不審火で亡くなっている。
実は10年前に晶から女子高生連続殺人事件のプロファイリングを依頼されており、「犯人はレディー・キラーだ」と謎の言葉を残していた。
今泉
演 - 哀川翔（Episode5・9・Final Episode）
今泉メンタルクリニックの院長で、直也の後輩。舞子の担当カウンセラーで、大学で開いた心理学の公開講習に参加した聡史のカウンセリングも行った。他にも梶原や真鍋の診察も行っている。
オープニングナレーション
演 - 升田尚宏（TBSアナウンサー、Episode1）

### ゲスト

#### Episode1
国木田 譲〈26〉
演 - DAIGO（BREAKERZ）（幼少期 - 中島凱斗）
NPO法人 児童虐待ホットライン事務局のシステム保守を行っている会社・西東京データセンターシステム事業部に勤務し、通話記録をハッキングしていた。ハッキングで知った虐待家庭を襲撃。両親を殺害し、児童を誘拐して監禁する。監禁された子どもには、お菓子やおもちゃを与える「優しいお兄ちゃん」であり、慕われていた。被害者家族に紛した翔子にトラウマを刺激されて心を揺さぶられた上、SIT狙撃班により射殺される。
国木田 美代子
演 - 杉田かおる
譲の母親。
国木田 隆明〈享年38〉
演 - 二階堂智
譲の父親。写真家。海外で撮影した写真による受賞経験もあったが、家庭では暴君だった。譲が11歳の時に取材中の事故で死亡した。
国木田 文則〈享年7〉
演 - 大江駿輔
譲の弟。幼くして父、隆明による虐待のため死亡。
岡林 重文
演 - 竹中直人
警視庁捜査一課・課長。CPS内でも白い目で見られる翔子のよき理解者だったが、記者会見で無意識ながら犯人を挑発してしまったため、妻子と共に襲撃・殺害される。
岡林の妻
演 - ひがし由貴
岡林の娘
演 - 岩清水華衣
島田 隆司〈36〉
演 - 森啓一郎
順平の父親。八王子一家惨殺事件の被害者。
島田 優子〈34〉
演 - 及川水生来
順平の母親。八王子一家惨殺事件の被害者。
島田 順平〈7〉
演 - 西田匠吾
八王子一家惨殺事件の後に行方不明となる。
大倉 敏光〈33〉
演 - 荒木義彰
光輝の父親。荻窪一家惨殺事件の被害者。光輝は事件後、行方不明となる。
大倉 佳代〈32〉
演 - 山本祐香
光輝の母親。荻窪一家惨殺事件の被害者。
富岡 哲夫〈37〉
演 - 大窪晶
拓実の父親。府中一家惨殺事件の被害者。
富岡 夏実〈36〉
演 - 笠木泉
拓実の母親。府中一家惨殺事件の被害者。
富岡 拓実
演 - 石川樹
府中一家惨殺事件の後に行方不明となる。
福原
演 - 石母田史朗
三鷹一家惨殺事件の被害者。息子は事件後、行方不明となる。
福原 奈央
演 - 芝井美香
三鷹一家惨殺事件の被害者。
伊野弘樹
演 - 潮見諭
充の父親。印刷会社経営。譲に監禁される。
充の母親
演 - 伊佐美紀
外出中、譲が夫と息子を監禁したことを知る。
伊野 充
演 - 佐藤詩音
本宮
演 - 鈴之助
動画サイト運営会社勤務。父親は開業医、母親は私立大学教授。自首してきたため、警視庁が逮捕した。
楡
演 - 中平良夫
警視庁関係者。
警視庁関係者
演 - 大須賀裕子
プロファイリング演習の犯人役
演 - 小沢一敬
プロファイリング演習の参加者
演 - 佐藤奏
アナウンサー
演 - 竹内香苗（TBSアナウンサー）
記者
演 - 児島功一
ニュース番組で本宮の自宅前からリポートする。
NPO法人児童虐待ホットライン事務局の職員
演 - 廣澤恵、花岡玲
警察官
演 - 松本匠
警ら中、伊野家を訪れた際、譲に襲われ負傷。
SIT隊員
演 - 後藤健
SIT隊長
演 - 藤原正和

#### Episode2
徳山 茂
演 - 塚地武雅（ドランクドラゴン）
板橋南署・生活安全課課員。久美子・絵里からストーカー被害の相談を受けていた。
田宮 清美
演 - 佐藤江梨子（少女期 - 咲良菜緒）
久美子・絵里が通っていた美容院の美容師。自身が中学生、琴美が小学生の時に母親に捨てられ、姉妹だけで生きてきたが、恋人と婚約した琴美に、かつて男性と家を出た時の母親の姿が重なり、ずっと変わらないでいてほしいという気持ちから、4年前に吊り橋の上から琴美を突き落とし殺してしまう。その後、琴美にもう一度会いたいと面影を重ね合わせていた久美子と絵里を殺害し、徳山に罪を着せるため、板橋南署にストーカー被害を相談するふりをして接触していた。
田宮 琴美
演 - 松尾寧夏（幼少期 - 永井穂花）
清美の妹。4年前に転落死。
大友 絵里
演 - 大村彩子
板橋女性ストーカー連続殺人事件の2人目の被害者。実は妊娠していた。
今岡
演 - 高橋努
絵里の恋人。
西野 久美子
演 - 諏訪井モニカ
板橋女性ストーカー連続殺人事件の1人目の被害者。
梶山
演 - 榊英雄
清美が勤務する美容院の店長。
杉並署・生活安全課課員
演 - 柏原収史
清美・琴美の母親
演 - 澤口夏奈子
清美・琴美を家に残したまま、交際していた男性と家を出て行った。

#### Episode3
三宅 隆史
演 - 片岡鶴太郎
監察医。寺田の恩師。
三宅 奈緒子
演 - 野崎萌香
隆史の娘。
中野 正敏
演 - 大東駿介
茶臼岳でハイキング中に滑落して死んだ恋人・彩香を生き返らせたいという妄想に取りつかれ、独自の掟による復活の儀式に則って犯行に及ぶ。
武林 弘一
演 - 長谷川朝晴
神奈川県警捜査一課・管理官。
松尾 善雄
演 - 小木茂光
横浜港西署・刑事。
内村 健一
演 - 森岡龍
横浜南病院・看護師。病院の入院患者のデータを外部に流出させていた。話を聞こうとした寺田から逃げ、病院の屋上から飛び降り、意識不明となる。
上原 誠
演 - 恩田隆一
監察医。
神奈川県警・刑事部長
演 - 市村俊明

#### Episode4・5
巽 聡史〈24〉
演 - 柳楽優弥（4歳 - 須田琉雅）
東京拘置所に収監されている死刑囚。小さい時から神童と呼ばれ、IQ140の高い知能を持つ。人を小馬鹿にしたような言動を取り、自身をモンスターと評している。4歳の時、母親に公園に置き去りにされたところを警察官に保護され、養護施設で育った後、裕福な家の養子になる。心理学の公開講習の講師だった今泉のカウンセリングにより、4歳の時に押入れの中から目撃した、刺さった刃物を抜いたせいで血塗れになった母の姿を、母親が父親を殺したと誤解し、殺人者の血を受け継いだと思い込み、17歳の誕生日から7人を殺した。面談で翔子に興味を持ち、高い洞察力で彼女の父親へのコンプレックスと、「父親は殺されたのでは」という疑念を見抜いた。看守を通じてマスコミにメッセージを流し、北村を挑発。逮捕後、ボールペンで看守を刺し、翔子を襲撃したことから死刑執行が決定される。のちに最初の殺人以前に母親を殺害していたことが判明、遺体も発見されるが、これについては問われることなく刑死。
吉野
演 - 久保貫太郎（Episode4）
木場男性刺殺事件の被害者。
吉野の妻
演 - 七海映子（Episode4）
吉野 博人
演 - 石田竜輝（Episode4）
吉野の息子。
警察官
演 - 森山米次（Episode4）
八王子警察官刺殺事件の被害者。
東京拘置所の看守
演 - 加瀬尊朗（Episode4）、Velo武田（Episode4）
北村〈32〉
演 - 袴田吉彦（Episode4）
木場男性刺殺事件・八王子警察官刺殺事件の加害者。父親は有名な化学者で、少年時代はオランダで過ごした。優秀な父親を越えられないことへのコンプレックスから、聡史の犯行に憧れを抱き、大きな事件を起こせば天才だと注目されると思い、吉野と警察官を殺した。
松本 愛莉
演 - 浅見姫香
誘拐事件の被害者。心室中隔欠損症の持病がある。
戸口〈19〜20〉
演 - 川村亮介（Episode5）
愛莉を誘拐し、聡史の事件全ての真相解明を要求。実は聡史の母親が聡史を置き去りにした時に妊娠していた同父弟。
愛莉の父親
演 - 中島けんこう（Episode5）
愛莉の母親
演 - 野々村のん（Episode5）
聡史の母親
演 - 赤澤ムック（Episode5）
聡史が4歳の時、身重だったこともあり精神的に追いつめられ、聡史を公園に置き去りにしてしまうが、その後悔い改め、引き取って育てようと聡史の養父母の元に手紙を送っていた。のちに行方不明になる。
聡史の父親
演 - 徳大樹（Episode5）
聡史が4歳の時に刺殺される。
強盗犯
演 - 江澤大樹（Episode5）
20年前に連続強盗殺人事件を起こす。
聡史による連続殺人の死体
演 - 春海光里、宮村ともこ、姫乃えみり、白華ユリ、小嶋マコト、合志英知、佐藤研児

#### Episode6
38号（高井 陽介）〈28〉
演 - 忍成修吾（10歳 - 加部亜門）
殺害した正樹を含め、4人を死傷させた通り魔。警察に出頭するが、素性などを明かさなかったため、氏名不詳のまま「新宿西署・留置番号38号」として起訴される。初公判が行われる予定だった裁判所に到着した直後、護送した刑事を負傷させ、拳銃を奪って逃走。かつては母親に好きな曲を口笛で聞かせるなど優しい子どもだった。無差別的と思われた犯行は、家族を崩壊させた父親への復讐後、いつも父に対して自分が言っていた言葉「人殺し」と自分が言われたことに激高したことによるもの。
日高 恵美〈33〉
演 - 紺野まひる
本名・高井理恵子（日高恵美はペンネーム）。陽介（38号）の姉。フリージャーナリスト。新宿西署で38号と面会している。符丁で母親の生存を伝えた。
高井 睦美〈54〉
演 - 梅沢昌代
正樹の妻、陽介（38号）・理恵子の母親。正樹の暴力が原因で失明。肺がんで余命わずか。「オーバー・ザ・レインボー」という曲が好き。
高井 正樹〈55〉
演 - 大鷹明良
睦美の夫、陽介（38号）・理恵子の父親。暴行・傷害事件の常習犯で、18年前に愛人を殺して逮捕されたことが一家離散の原因となる。38号に刺殺される。
西田
演 - 徳永淳
新宿西署の警官。
「PUB&SNACK梨子」のホステス
演 - 西田薫
正樹を刺した38号に「人殺し」と叫ぶ。
刑事
演 - 須田邦裕、永井努
38号を護送するが、裁判所に着いた直後に襲われ逃げられる。
リポーター
演 - ザンヨウコ
裁判所前から38号逃走のニュースを伝える。
警察官
演 - 山崎画大
逃走中の38号に職務質問するが、撃たれる。
自動車整備工
演 - 冬本ジュー
逃走中の38号に手錠をはずすよう脅される。
男
演 - 宮良洋平
逃走中の38号にバイクを奪われる。
静香（回想）
演 - 北川景子（二役）
新堀が大学4年の時に交際していた元彼女。弁護士を志望するも、司法試験に2度落ち、両親との約束で田舎に帰ることになっていたが、励ますつもりで言った新堀の不用意な一言が原因で別れる。のちに新堀に送った手紙には「数学よりももっと大切なモノに気付いて」と綴った。

#### Episode7
宮下 麗華
演 - 市川由衣
5年前の八王子女性4人誘拐殺人事件で敏也らに友人とともに監禁され、ただ一人生き残った被害者。
柿本 敏也〈享年18〉
演 - 清水優
麗華ら4人を監禁・殺害した犯人グループの一員で、弘也の弟。5年前に監禁現場で柘植の拳銃で射殺される。その際、拳銃は無くなっており、柘植も何者かに頭部を殴られ記憶を失っている。
柿本 弘也〈28〉
演 - 井坂俊哉
5年前の八王子女性4人誘拐殺人事件で麗華ら4人を監禁・殺害した犯人グループの一員で、敏也の兄。指名手配され逃亡中。逃げ遅れた敏也を殺したのは柘植だと思い、「人殺し」などと中傷した手紙を匿名で送り続けていた。
大川 昭雄〈27〉
演 - 弓削智久
麗華ら4人を監禁・殺害した犯人グループの一員で逃亡中。潜伏中のマンションの一室で、5年前に紛失した柘植の拳銃で射殺される。今回の連続射殺事件の2人目の被害者。
三井 貴史〈28〉
演 - 佐々木卓馬
麗華ら4人を監禁・殺害した犯人グループの一員で逃亡中。品川区の倉庫街で、5年前に紛失した柘植の拳銃で射殺される。今回の連続射殺事件の1人目の被害者。殺された当日、自首したいと柘植に電話していた。
恭子
演 - 森村玲
八王子女性4人誘拐殺人事件の被害者。最後に殺されている。
麗華の友人
演 - 岩崎絵理、湯浅奈津美
八王子女性4人誘拐殺人事件の被害者。二人とも殺されている。
柘植 緑〈享年10〉
演 - 國光真央
柘植の妹。25年前、14歳の柘植と一緒に遊んでいた公園で誘拐された後、殺害された。
事件記者
演 - 児島功一
三井の射殺現場から事件をリポートする。
大川の同居女性
演 - 安藤穂南

#### Episode8
倉持 弥生〈当時34〉
演 - 吉原朱美
映画祭事務局に送り付けられたDVDに写っていた女性。遺体が発見され、犯人も捕まっている。ショートカットで丸顔。
松島 憲子〈当時33〉
演 - 宮沢なお
弥生と同じDVDに写っていた女性。遺体が発見され、犯人も捕まっている。ショートカットで丸顔。
田口 陽子〈当時35〉
演 - 栗田愛巳
弥生らと同じDVDに写っていた女性。遺体は発見されておらず、先月行方不明届けが出ている。しかし翔子らによって再捜査されることになり、遺体が発見される。遺体には十数か所の刺し傷が残っていた。ショートカットで丸顔。
星野 貴行〈32〉
演 - 遠藤要
弥生と憲子の殺人事件の犯人とされ、1年前に逮捕されている。死刑判決が出ているが、否認しており上告中。3年前に強盗傷害の前科がある。映画祭事務局に送り付けられたDVDに被害者らが写っていたことにより、冤罪ではないかと翔子らにより再捜査される。
臼井
演 - 加門良
星野の担当弁護士。
赤い革ジャンの男
演 - 中村譲
万里江が囮になっているところに現れたナンパ男。翔子のプロファイリングで犯人に合致するとされ、職務質問を受ける。この男に捜査員が集中している隙に、万里江が犯人に左腕を刺される。
女性
演 - 中川えりか
赤い革ジャンの男にしつこく声をかけられる通りすがりの女性。
映画館の男性客
演 - 辻伊吹
映画館の女子高生
演 - 松本美咲
涼子〈32〉
演 - 松田沙希
犯人に拉致される。
山岸の母親
演 - 森谷ふみ
山岸が小さい頃に家を出ている。
山岸 卓也
演 - 戸次重幸（幼少期 - 廣瀬公祐）
幼少期に母が家を出て行っており、出て行った頃の母親と同じ年ごろで髪型や顔立ちの似ている女性を拉致していた。女性の首に母親と同じ赤いスカーフを巻き付けて追いかけっこをし、その様子をビデオに収めていた。また、捕まえた女性に拒絶され、カッとなって殺害していた。

#### Episode9
鳴海 和馬〈28〉
演 - 風間俊介
誘拐された舞子を探す翔子が、正体不明の人物からのスマホへの指示により出会う人物。記憶障害により、自分に関する記憶を失くしている。1年前にネットで知り合った2人の男性を殺し、指名手配されている。
1年前まで大田区久が原の裕福な家庭に一人っ子として育ち、名門高校を卒業している。しかし、大学受験の失敗を機に引きこもりになり、ゲームに明け暮れる日々を過ごしていた。
中谷 正雄
演 - 中川真
新宿区フリーター連続殺人事件の2人目の被害者。
警備員
演 - 本多隆二、横江泰宣、田中良
和馬らを追いかける警備員。
鳴海 和明
演 - 犬飼若博
和馬の父親。建築会社社長。非常に厳格で厳しい性格で、引きこもってゲームばかりしている和馬を家から追い出そうとした。
鳴海 亜美
演 - 藤井佳代子
和馬の母親。
梶原 英人〈34〉
演 - 池田鉄洋（Final Episode）
逃亡する和馬と祥子の後を密かにつけている男。翔子を殺害しようと襲い掛かった和馬を拉致する。
実は9年前に逮捕され、半年前に刑務所から出所してきた爆弾犯で、今泉の患者。
女子高生連続殺人事件の被害者
演 - 鈴木理那、五月女渚、西川智美、藤原花（共にFinal Episode）
10年前の女子高生連続殺人事件の被害者。全員、殺害後に顔だけ出して梱包材で体をくるまれ、ビニール紐で縛られており、人目のある所に遺体が遺棄されている。

#### Final Episode
坂下 裕美子〈享年16〉
演 - 志保
10年前の女子高生連続殺人事件の1人目の被害者。梱包材で体をくるまれていたのは他の被害者らと同じだが、彼女だけ顔までくるまれていた。
実はクラスでいじめられていたが、転校してきた幼馴染の詩織を裏切り、いじめていた。
裕美子の担任教師
演 - 竹嶋康成
裕美子へのいじめが2年生の夏でなくなったことを翔子らに語る。
今泉 詩織
演 - 藤原令子
今泉の娘で、翔子・舞子の幼なじみ。裕美子とも幼馴染で、高校2年の夏に転校した学校で再会していた。転校するたび、学校に馴染めず壮絶ないじめに遭っていた。

## スタッフ
- 脚本 - 荒井修子（第3話原案）、渡辺雄介、徳永友一
- 音楽 - 河野伸、羽岡佳、ナカムラヒロシ（i-dep）
- 演出 - 平野俊一、山本剛義（ドリマックス・テレビジョン）、今井夏木
- 主題歌 - 柴咲コウ「無形スピリット」（ユニバーサルミュージック）
- 演出補 - 佐藤さやか、森裕史、坂上卓哉、長尾楽、高田知徳
- 音楽プロデューサー - 志田博英
- プロファイル監修 - 桐生正幸（関西国際大学人間科学部人間心理学科教授）
- 撮影 - 小松忠信、矢崎勝人
- CA - 桑澤孝博、白川亮
- 映像 - 宇津野裕行
- 照明 - 大金康介、吉田慎太郎、小尾浩幸、浅子雅大
- 音声 - 和久井良治、猪狩香菜、矢川祐介、伊井祐一
- 編集 - 山口牧子、上野哲平、佐藤夕夏、白水孝幸
- MA - 宮崎匡宏
- 効果 - 谷口広紀
- 音楽コーディネーター - 溝口大悟
- CG - 田中浩征、青木貴則、木村健二、松山真浩
- タイトル - 稲生諭
- 美術プロデューサー - 小林民雄
- デザイン - YANG仁栄
- 美術制作 - 二見真史
- 装置 - 大森俊也
- 装飾 - 田村隆司、長房淳
- 建具 - 阿部英之
- 大道具操作 - 藤原孝三
- 植木装飾 - 兵頭二郎
- 電飾 - 今村和之
- 衣裳 - 小菅大也、齋藤睦美
- メイク - 村田美代子、小澤久美子
- 特殊メイク - 森田誠
- 持道具 - 高野緑
- 美術協力
  - HermanMiller、KDDI、ハヤミ工産、日立ソリューションズ、タチカワブラインド、ダイニチ工業、TOSHIBA、NEC、日本アバイア株式会社
  - ジャックス インフォテック株式会社、docomo、KING JIM、Uniden、iCOM、OLYMPUS、株式会社ゼンリン
- 撮影協力
  - リライズガーデン西新井、野村不動産、横浜美術大学、東武鉄道、味の素スタジアム、ハリウッドビューティー専門学校
  - GRAND PACIFIC LE DAIBA、ハウスメイト八王子店、ディアステージつくばフォレストテラス、亀戸ホルモン、国立市役所
- 協力 - 東通、緑山スタジオ・シティ、AVC、アックス、ファン、株式会社 日音、BULL、デジデリック
- 写真提供 - 日本野鳥の会
- 宣伝企画 - 秋山真人
- 番組宣伝 - 田中瑞穂
- スチール - 蘭彩衣子
- インターネット - 豊泉真由
- webデザイン - 西山克保
- ライセンス事業 - 中谷弥生、小林美那子、田寺麻美
- モバイル - 高山美咲、原由香里
- 編成 - 片山剛、宮尾毅
- 制作担当 - 碓井祐介、稲葉裕紀、斉藤勲、千葉耕蔵
- 制作進行 - 石田忠史、井上真美子
- 記録 - 田村寿美、井坂尚子、稲田麻由子
- 番組デスク - 小澤通子
- アクションコーディネート - 森崎えいじ、田渕景也
- 劇中スチール - 江尻千世子
- 車輌 - 渡辺真教、富山信幸、中村聡、新井雅貴、齋藤智、本宮尚志
- プロデュース - 津留正明、渡辺良介（大映テレビ）
- プロデュース補 - 森永恭朗、八木亜未
- 製作 - TBS

## 放送日程
| 各話                                                      | 放送日        | サブタイトル                                                                                     | 脚本     | 演出     | 視聴率 |
| --------------------------------------------------------- | ------------- | ------------------------------------------------------------------------------------------------ | -------- | -------- | ------ |
| Episode1                                                  | 2011年1月07日 | 日本初! 犯罪分析のドリームチーム誕生! 天才プロファイラーVS紙喰う殺人鬼! 哀しき少年神隠しの深き闇 | 荒井修子 | 平野俊一 | 13.8%  |
| Episode2                                                  | 1月14日       | 赤い死者を吊るす殺人者…                                                                          | 渡辺雄介 | 山本剛義 | 09.3%  |
| Episode3                                                  | 1月21日       | 純愛…VS美しき吸血鬼                                                                              | 徳永友一 | 今井夏木 | 08.5%  |
| Episode4                                                  | 1月28日       | VS天才死刑囚! 神予言の罠                                                                         | 徳永友一 | 平野俊一 | 06.8%  |
| Episode5                                                  | 2月04日       | 禁断の記憶プロファイル                                                                           | 徳永友一 | 山本剛義 | 10.5%  |
| Episode6                                                  | 2月11日       | 脱走犯を追え…最期の告白                                                                          | 渡辺雄介 | 今井夏木 | 07.5%  |
| Episode7                                                  | 2月18日       | 空白の23秒…殺人犯は刑事                                                                          | 渡辺雄介 | 平野俊一 | 08.3%  |
| Episode8                                                  | 2月25日       | 死の映画予告プロファイル                                                                         | 徳永友一 | 今井夏木 | 07.2%  |
| Episode9                                                  | 3月04日       | 最後の事件…最悪の24時間                                                                          | 徳永友一 | 平野俊一 | 07.0%  |
| Final Episode                                             | 3月25日       | 終幕…もう一人の真犯人                                                                            | 徳永友一 | 平野俊一 | 08.5%  |
| 平均視聴率 9.4%（視聴率は関東地区・ビデオリサーチ社調べ） |               |                                                                                                  |          |          |        |

- 3月11日の放送予定だったFinal Episodeは、当日午後に発生した東北地方太平洋沖地震（東日本大震災）関連のJNN緊急報道特別番組に差し替えられ急遽放送中止となり、3月25日に振替放送された[3]。Final Episodeのみ資生堂と富士フイルム（提供クレジットを自粛）を除く提供スポンサーが震災による自粛ムードの影響を受け、CM出稿を見送った。
- 長年に渡り、同枠でスポンサーを担当していた資生堂がこの作品をもって撤退[4]、なお、富士フイルムもこの作品をもって撤退した。資生堂はBS朝日で2011年4月からスタートした『エコの作法 〜明日の美しい生き方へ〜』に、富士フイルムも『がっちりアカデミー!!』に移行し、30秒に縮小し、それぞれスポンサーを移行した。また古巣のスポンサーである桃屋も、次の作品より復帰した。

## DVD・Blu-ray
2011年7月6日発売（TCエンタテインメント）
【本編Disc】
（収録内容）
- Disc1：Episode1／Disc2：Episode2、3／Disc3：Episode4、5
- Disc4：Episode6、7／Disc5：Episode8、9、Final

【特典Disc】
（収録内容）
- Disc6：
  - 制作発表記者会見
  - 密着メイキングドキュメンタリー
  - Special Interview 
    - （北川景子、木村多江、平岡祐太、小澤征悦、須藤理彩、要潤、ユースケ・サンタマリア）

  - 「LADY」実録プロファイリング講座
  - 北川景子 独占「LADY」初インタビュー（「王様のブランチ」より）
  - 北川景子の衣・食・住をプロファイリング（「王様のブランチ」より）
  - 初公開!最後のNG集
  - Special Episode「オールアップ集」
  - 「LADY」〜最後のメモリアル写真館〜
  - 宣伝スポット集